# George H. Hitchings
George H. Hitchings (18. travnja, 1905. – 27. veljače, 1998.) bio je američki liječnik, koji je 1988.g. podijelio Nobelovu nagradu za fiziologiju ili medicinu sa Sir James W. Blackom i Gertrude B. Elion za otkriće važnih načela liječenja lijekovima. 

## Vanjske poveznice
- Nobelova nagrada - životopis  Arhivirana inačica izvorne stranice od 31. siječnja 2010. (Wayback Machine) (engl.)